# Jackson (Wisconsin)
Jackson ist eine Gemeinde (mit dem Status „Village“) im Washington County im US-amerikanischen Bundesstaat Wisconsin. Im Jahr 2010 hatte Jackson 6753 Einwohner.
Jackson ist Bestandteil der Metropolregion Milwaukee.

## Geografie
Jackson liegt im Südosten Wisconsins, im nordwestlichen Vorortbereich von Milwaukee. Die geografischen Koordinaten von Jackson sind 43°19'26" nördlicher Breite und 88°10'00" westlicher Länge. Das Gemeindegebiet erstreckt sich über eine Fläche von 7,95 km². Die Gemeinde Jackson wird im Norden, Osten und Süden von der Town of Jackson sowie der Town of Polk im Westen umgeben, ohne einer dieser Towns anzugehören.
Nachbarorte von Jackson sind West Bend (12,6 km nördlich), Saukville (24,7 km ostnordöstlich), Grafton (17,4 km östlich), Cedarburg (16,3 km ostsüdöstlich), Mequon (23,8 km südöstlich), Germantown (14,6 km südsüdöstlich), Richfield (11,3 km südsüdwestlich), Slinger (10,3 km westlich) und Allenton (20,6 km nordwestlich).
Das Stadtzentrum von Milwaukee befindet sich 43,3 km südöstlich. Die weiteren nächstgelegenen Großstädte sind Green Bay am Michigansee (147 km nördlich), Chicago in Illinois (193 km südlich), Rockford in Illinois (178 km südwestlich) und Wisconsins Hauptstadt Madison (117 km westsüdwestlich).

## Verkehr
In Nord-Süd-Richtung führt auf einer vierspurig ausgebauten Strecke der U.S. Highway 45 durch den Westen von Jackson. In West-Ost-Richtung führt der Wisconsin State Highway 60 als Hauptstraße durch Jackson. Alle weiteren Straßen sind untergeordnete Landstraßen, teils unbefestigte Fahrwege sowie innerörtliche Verbindungsstraßen.
In Nord-Süd-Richtung führt eine Eisenbahnstrecke der zur Canadian National Railway gehörenden Wisconsin Central durch das Zentrum von Jackson.
Der nächste Flughafen ist der Milwaukee Mitchell International Airport in Milwaukee (53,3 Kilometer südöstlich).

## Bevölkerung
Nach der Volkszählung im Jahr 2010 lebten in Jackson 6753 Menschen in 2870 Haushalten. Die Bevölkerungsdichte betrug 849,4 Einwohner pro Quadratkilometer. In den 2870 Haushalten lebten statistisch je 2,36 Personen. 
Ethnisch betrachtet setzte sich die Bevölkerung zusammen aus 96,9 Prozent Weißen, 0,5 Prozent Afroamerikanern, 0,2 Prozent amerikanischen Ureinwohnern, 0,7 Prozent Asiaten, 0,1 Prozent Polynesiern sowie 0,6 Prozent aus anderen ethnischen Gruppen; 1,1 Prozent stammten von zwei oder mehr Ethnien ab. Unabhängig von der ethnischen Zugehörigkeit waren 2,2 Prozent der Bevölkerung spanischer oder lateinamerikanischer Abstammung. 
24,3 Prozent der Bevölkerung waren unter 18 Jahre alt, 63,3 Prozent waren zwischen 18 und 64 und 12,4 Prozent waren 65 Jahre oder älter. 51,3 Prozent der Bevölkerung war weiblich.
Das mittlere jährliche Einkommen eines Haushalts lag bei 56.159 USD. Das Pro-Kopf-Einkommen betrug 29.075 USD. 2,6 Prozent der Einwohner lebten unterhalb der Armutsgrenze.